# Xenoblade Chronicles
Xenoblade Chronicles, conosciuto in Giappone come Xenoblade (ゼノブレイド?, Zenobureido), è un rpg pubblicato da Nintendo e sviluppato da Monolith Soft per la console Wii.
Il gioco venne annunciato nel corso dell'E3 2009, accompagnato dal primo trailer, con il nome di Monado: Beginning of the World. Il gioco è stato pubblicato a giugno 2010 in Giappone e in tutta Europa il 19 agosto 2011, a parte in Italia (in cui è uscito il 2 settembre 2011), mentre in Nord America il gioco è stato distribuito solo il 6 aprile 2012. Nell'edizione limitata, un Classic Controller Pro Rosso è incluso nella confezione.

## Origine del nome
Il titolo "Xenoblade Chronicles" può essere tradotto come "le cronache della lama misteriosa". Infatti, la parola Xenoblade sarebbe composta dal sostantivo greco "Ξένος" (sconosciuto, barbaro, straniero) e dal sostantivo inglese "blade" (lama) mentre la parola Chronicles è un sostantivo plurale anch'esso inglese, tradotto in italiano col significato di "cronache".
Come affermato dall'allora AD di Nintendo, Satoru Iwata, il nome del gioco venne adottato "per rendere omaggio a Mr. Tetsuya Takahashi, che ha dato tutto se stesso per realizzarlo e che fu fautore della serie Xeno", in quanto all'inizio doveva essere slegato dalla serie Xeno. In effetti le ambientazioni di questo titolo si distaccano notevolmente da quelle viste in Xenogears e nei tre Xenosaga, i quali, sebbene non siano giochi ambientati nello stesso universo, vengono spesso accomunati per via di forti somiglianze nelle tematiche e meccaniche di gioco.

## Trama
La trama di Xenoblade è composta da un misto di fantasy e steampunk ed è ricca di colpi di scena. Può essere divisa in tre parti: l'esplorazione di Bionis, l'esplorazione di Mechanis e gli eventi finali.

### Prologo
Il prologo del gioco mostra due esseri mastodontici, denominati Bionis e Mechanis, combattersi da tempo immemore. All'apice di questo scontro, i due giganti raccolgono le loro ultime forze per infliggere al proprio avversario il colpo finale, che però risulta nel reciproco annientamento dei due. In seguito viene spiegato che a distanza di migliaia di anni dallo scontro si è generata vita su entrambi i titani. Su Bionis sono nati esseri biologici, tra cui gli Homs, del tutto simili agli esseri umani, che abitano la gamba destra di Bionis in agglomerati denominati Colonie, e i Nopon, più simili a degli animali. Sono bassi, rotondeggianti, pelosi e per svolgere qualsiasi cosa non usano le proprie braccia, ma le grandi orecchie snodabili. A detta degli Homs, su Mechanis sono nati i Mechan, robot non antropomorfi e apparentemente indistruttibili, che si nutrono degli abitanti di Bionis. I Mechan attaccano costantemente le Colonie degli Homs. 
In un tempo indeterminato, gli Homs si vedono costretti a difendersi da un'imminente invasione dei Mechan, e decidono di creare un fronte di difesa nella Valle della Spada, situata proprio nella spada di Mechanis, conficcata nel fianco di Bionis. Le armi degli Homs rendono difficile uccidere anche un solo Mechan, ma l'eroe della Colonia 9, Dunban, è in possesso di una spada che si presume fosse impugnata da Bionis stesso, la Monade, in grado di tagliare in due un Mechan senza sforzo. Combattendo insieme a Dickson e Mumkhar, altri due guerrieri della Colonia 9, riesce ad aprirsi la strada e uccidere gran parte delle forze Mechan. Mumkhar nel frattempo tradisce i compagni e si dà alla fuga, ma viene probabilmente ucciso dai Mechan. La battaglia viene quindi vinta grazie a questa spada e a Dunban, che però sviene sul campo di battaglia riportando una grave ustione a tutto il braccio destro, con cui solitamente brandisce la Monade.

### Colonia 9
Il protagonista della storia è Shulk, un costruttore d'armi di 18 anni della Colonia 9 che ha il compito di studiare la Monade e capirne il funzionamento. Grazie ai suoi studi, Shulk è riuscito a scoprire l'esistenza di svariati simboli sulla Monade che, secondo la sua ipotesi, potrebbero portare a sbloccare il vero potere dell'arma. Ma non è tutto qui: durante un incidente avvenuto insieme al suo migliore amico Reyn e a Fiora (la sorella minore di Dunban), si scopre che la Monade è in grado di generare visioni del futuro. Successivamente, mentre Shulk, Reyn e Fiora erano andati a recuperare delle capsule d'etere presso le Grotte di Tephra, la Colonia 9 viene improvvisamente attaccata dai Mechan.
I tre ragazzi si precipitano quindi presso la Colonia e vengono anche salvati da Dunban, il quale però, non essendo ancora guarito del tutto, cede poco dopo. Shulk, così, decide di impugnare la Monade e di respingere l'attacco dei Mechan: grazie al suo potere di preveggenza, riesce ad avere la meglio su molti di loro. Vi è però un Mechan molto più grande e potente degli altri, dotato addirittura di una faccia, sul quale i colpi della Monade paiono non avere effetto. L'unica speranza è apparentemente un robot semovente comandato da Fiora. Shulk, grazie alla Monade, riesce a prevedere la morte di Fiora e cerca in qualunque modo di prevenirla. Tuttavia Shulk scoprirà che non basta conoscere il futuro per poterlo cambiare: la ragazza viene brutalmente uccisa davanti ai suoi occhi e a quelli del fratello Dunban, senza che nessuno dei due abbia potuto fare qualcosa per evitarlo. Shulk, insieme a Reyn, decide poi di lasciare la Colonia 9 alla ricerca del Face Nero, per poter vendicare così la morte di Fiora.

### Pianure di Gaur
Dopo essere sfuggiti a un attacco da parte di alcuni mostri ragno all'interno delle Grotte di Tephra (durante il quale scopriamo anche che Shulk fu trovato da Dickson insieme alla Monade dopo una spedizione fallita) e compreso che le visioni della Monade possono essere alterate, Shulk e Reyn arrivano presso la Gamba di Bionis, più precisamente alle vastissime Pianure di Gaur, dove salvano un ragazzino di nome Juju da alcuni mostri. Shulk e Reyn vengono così portati da Juju in un rifugio nelle vicinanze, dove incontrano sua sorella Sharla, e dove apprendono una triste verità: la Colonia 6 è stata attaccata e distrutta dai Mechan. Juju e Sharla erano riusciti a scappare, ma il fidanzato di quest'ultima, Gadolt, a quanto pare sta combattendo ancora contro i Mechan nella Colonia.
Shulk e Reyn così decidono di andare a liberare la Colonia 6, ma vengono fermati da Juju che gli chiede di poter andare con loro. Sharla ovviamente gli proibisce di andare con loro, ma il ragazzo, notevolmente desideroso di liberare la Colonia, decide di partire da solo di nascosto. Shulk a questo punto rivela di aver avuto una visione in cui Juju veniva catturato da un enorme Mechan con i tentacoli: Sharla si unisce così a Shulk e Reyn e, insieme, si recano a salvare Juju. Una volta arrivati, Juju viene effettivamente catturato da un Mechan tentacolato: Shulk, utilizzando il suo potere di preveggenza, riesce a sconfiggerlo tagliandogli i tentacoli. Tuttavia, le cose successivamente non vanno per il meglio: compare improvvisamente un altro Mechan (un Face che è addirittura in grado di parlare) di nome Xord, che cattura Juju e che dice a Shulk e agli altri che se vogliono salvarlo devono obbligatoriamente recarsi alla Colonia 6. I tre, quindi, non devono recarsi alla Colonia 6 solamente per salvarla, ma anche per impedire che Juju venga divorato da Xord.

### Colonia 6
Shulk, Reyn e Sharla arrivano nei pressi della Colonia 6, tuttavia per entrarvi sono obbligati a passare attraverso una cava d'etere sotterranea. Qui incontrano Otharon, uno dei membri della Forza di Difesa della Colonia. Tuttavia non trovano nessuna traccia degli altri, e Sharla per questo non riesce a pacificarsi. Arrivati nelle profondità della miniera, Shulk e gli altri incontrano finalmente Xord, che afferma tuttavia di aver mangiato tutti i membri rimasti della Colonia. I tre affrontano Xord in un combattimento molto arduo, che termina quando Otharon, con un suo robot semovente, riesce a farlo cadere all'interno di una pozza d'etere, a questo punto Otharon stava anche per precipitare all'interno della pozza, ma Shulk, avendo avuto una visione e sapendo quindi cosa sarebbe accaduto, riesce prontamente a salvarlo.
Il gruppo quindi sta per uscire dalla Colonia, ma viene interrotto nuovamente da Xord che, non essendo stato ancora sconfitto, è determinato più che mai a fargliela pagare. Sconfitto nuovamente Xord, quest'ultimo afferma di essere rimasto sorpreso da Shulk che, a detta sua, è riuscito a sconfiggerlo senza nemmeno aver sbloccato "il vero potere della Monade". Shulk è intenzionato a sapere di più riguardo alla Monade, ma Xord, piuttosto che parlare, preferisce gettarsi all'interno delle profondità della miniera e farsi esplodere. L'impatto causato dall'esplosione fa saltare il gruppo fuori dalla miniera, dove incontrano tuttavia il Face Nero (che si scopre essere in grado di parlare) e altri Mechan. Desideroso di vendetta, Shulk ingaggia un brutale combattimento con i Mechan, ma viene aiutato prima dall'improvviso arrivo di Dunban e Dickson (che è anche il padre adottivo di Shulk e suo mentore) e poi da una misteriosa creatura chiamata Telesia, che sembra essere in combutta con un misterioso ragazzo. I Mechan così sono costretti alla fuga.
Dunban propone poi di recarsi alla Fortezza di Galahad nella Valle della Spada per sconfiggere definitivamente i Mechan, ma Shulk rivela di aver avuto una visione durante il combattimento: stava combattendo contro il Face Nero su un'alta torre, e intorno a lui c'era anche una misteriosa ragazza dai capelli argentati. Secondo Dickson quella ragazza deve trattarsi di una Haientia, una delle misteriose creature che abitano la Testa di Bionis, e quella torre, sempre secondo Dickson, è senza dubbio la Torre del Confino, che si trova proprio vicino l'habitat degli Haientia. Il gruppo così decide di recarsi alla Testa di Bionis. Per arrivarci, però, bisogna attraversare prima le Paludi di Satorl.

### Foresta di Makna
Attraversate le Paludi di Satorl, e dopo essersi lasciati Dickson, Otharon e Juju alle spalle, il gruppo arriva presso la Foresta di Makna, dove tuttavia trovano una ragazza svenuta. In cerca di materiali per far rinvenire la ragazza, Shulk incontra un misterioso ragazzo di nome Alvis, che apparentemente pare sapere più di quanto non faccia intendere. Difatti, durante un improvviso attacco da parte di un gruppo di Telesia, creature simili a quella incontrata nella Colonia 6 e apparentemente capaci di vanificare le previsioni del futuro, riesce ad usare la Monade di Shulk alla perfezione, e riesce addirittura a insegnargli una nuova tecnica (la Frangiaura). Quando tuttavia Shulk viene raggiunto da Reyn, Alvis scompare misteriosamente. 
Recuperati i materiali e fatta rinsavire la ragazza, quest'ultima afferma di chiamarsi Melia, e accetta di aiutare Shulk e gli altri a raggiungere la Testa. Il gruppo si reca così al villaggio dei Nopon, Frondopon, dal quale si può raggiungere il Mare di Eryth. Tuttavia, Melia non ha intenzione di seguire gli altri, poiché ha lo scopo di abbattere un Telesia che ha fatto fuori i suoi compagni. Shulk e gli altri accettano così di aiutarla, e vengono anche accompagnati da un Nopon del villaggio, ovvero Riki il Prodepon. Una volta sconfitto il Telesia, il gruppo può proseguire alla volta del Mare di Eryth.

### Alcamoth
Una volta raggiunto il Mare di Eryth, il gruppo deve raggiungere la città di Alcamoth, una città che si trova nel bel mezzo di un arcipelago fluttuante e dimora degli Haientia, per ottenere il permesso dell'imperatore Sorean per scalare la Torre del Confino. Una volta arrivati ad Alcamoth, Shulk e gli altri apprendono che Melia in realtà è una Haientia (ed è anche la legittima erede al trono), e che Alvis in realtà è un veggente fedele alla famiglia reale. Successivamente, Melia viene incaricata anche di svolgere una prova all'interno della Tomba Haientia per stabilire se potrà essere o no la prossima sovrana di Alcamoth. A questo punto, Yumea (matrigna di Melia e capo dell'Ordine di Bionis) organizza un complotto per uccidere Melia all'interno della Tomba, e per fare ciò si serve di sua figlia Tyrea. Fortunatamente, Shulk e gli altri riescono a sventare questo complotto in tempo.
Successivamente, Shulk ha una nuova visione: Sorean viene brutalmente ucciso dai Mechan sulla Torre del Confino. Per impedire che ciò accada il gruppo si reca proprio alla Torre, dove Sorean nel frattempo si era già recato per innalzare una barriera protettiva su Alcamoth che le permetta di difendersi dai Mechan, che da poco erano stati avvistati nei paraggi. Per fare ciò è necessario utilizzare il segreto che millenni prima fu celato all'interno della Torre, ovvero Zanza, uno dei Giganti che un tempo popolavano Bionis. Il gruppo raggiunge Sorean sulla cima della Torre, e a questo punto Zanza rivela di aver combattuto violentemente contro Mechanis in passato e di essere addirittura il creatore della Monade. Inoltre, Zanza propone a Shulk un affare: il ragazzo dovrà liberarlo, e lui renderà la sua Monade molto più potente e capace di danneggiare i Face. Nonostante l'esitazione di Melia, che afferma che gli antichi Haientia debbano aver avuto un buon motivo per averlo sigillato lì, Shulk non ci pensa due volte e decide di liberare Zanza. Tuttavia, quest'ultimo viene subito ucciso da un attacco sferrato dal Face Nero, talmente potente da aver oltrepassato addirittura la barriera creata poco prima. 
A questo punto Shulk, con la sua Monade potenziata, ingaggia un feroce combattimento con il Face Nero, ma quest'ultimo, tuttavia, riesce ad uccidere l'imperatore Sorean davanti ai suoi occhi. Ancora una volta, Shulk non è riuscito a fare nulla per cambiare il futuro. A questo punto, Shulk si ritrova a combattere contro un altro Face dalle fattezze femminili (e che inspiegabilmente ha la capacità di parlare telepaticamente con Zanza, chiedendogli anche "quante vite ha ancora intenzione di sacrificare"). Il Face, molto più pacifico degli altri, viene distrutto da Shulk, ma quello che c'è al suo interno ha dell'incredibile: con grande stupore di tutti, dal Face fuoriesce un Homs, che si rivelerà essere nientepopodimeno che Fiora. La ragazza, tuttavia, sembra non ricordare nulla di Shulk, né tantomeno di Dunban e degli altri. Inoltre, quest'ultimo inizia anche a farsi un'opinione sulla vera identità del Face Nero. Il gruppo di Mechan, tuttavia, viene improvvisamente richiamato alla base, lasciandosi dietro uno Shulk che cerca in tutti i modi (e invano) di farsi riconoscere da Fiora.
Gran parte del gruppo è scosso dagli ultimi avvenimenti: Shulk e Dunban dall'aver scoperto che Fiora è ancora viva (e Dunban anche per il suo sospetto sull'identità del Face Nero), e Melia dalla morte del padre Sorean. Successivamente, quando Shulk e il suo gruppo se ne sono già andati, Alvis si reca alla Torre, dove parla con quello che pare essere lo spirito di Zanza, col quale sembra essere in combutta. Il giorno dopo, Kallian (figlio di Sorean e fratello di Melia) informa Shulk e gli altri che Melia diventerà la prossima imperatrice l'anno successivo, ma anche dell'imminente formazione di un'alleanza, che avrà il compito di attaccare la Fortezza di Galahad. Tuttavia Shulk suggerisce di pensarci su, poiché vuole recarsi egli stesso alla Fortezza per ritrovare Fiora. Alvis suggerisce così di passare per il Monte Valak: Galahad si trova subito dopo di esso.

### Monte Valak
Nel frattempo, mentre il Mechan di Fiora sta venendo riparato, quest'ultima (che ha assunto l'identità di Lady Meyneth) decide di voler rincontrare Shulk, poiché ha qualcosa di importante da dirgli. Allo stesso tempo, Shulk e il suo gruppo si fermano presso la Torre di Ose (che è anche il luogo in cui Shulk e la Monade furono ritrovati da Dickson 14 anni prima). Alvis afferma così che la Monade fu sigillata millenni prima in questo luogo, e che le abilità di preveggenza di Shulk (e anche la sua) derivano proprio dall'aver toccato l'arma. Uscito dalla Torre, il gruppo incontra prima il Face d'Argento (ovvero quello di Fiora) e poi poco dopo il Face Nero. Qui, i sospetti di Dunban vengono confermati: la vera identità del Face Nero è Mumkhar, il vecchio compagno di battaglia di Dunban e Dickson. Inoltre veniamo anche a conoscenza del vero obiettivo di Mumkhar, che fin dall'inizio era quello di appropriarsi della Monade. 
Tra il gruppo di Shulk e Mumkhar vi è quindi un acceso combattimento, che viene tuttavia interrotto dall'arrivo improvviso di un gruppo di Mechan comandato da un enorme Face Dorato. Quest'ultimo afferma di essere il più forte Face mai costruito, di chiamarsi Egil, di essere il leader di Mechanis e di "agire per conto di Meyneth". A questo punto, Egil riprende Fiora con sé, dicendo a Shulk che se vuole riaverla dovrà recarsi a Galahad. Il gruppo non se lo fa ripetere due volte e si reca immediatamente alla Fortezza.

### Valle della Spada
Il gruppo arriva finalmente alla Valle della Spada, dove incontra Dickson, che li informa a riguardo della creazione di un'alleanza tra Homs, Haientia e Nopon. Si addentrano poi verso l'interno della Valle, dove scoprono che i Mechan stanno progettando delle armi ad etere per uccidere gli abitanti di Bionis più facilmente, e dove affrontano di nuovo Mumkhar, che stavolta viene sconfitto definitivamente.
Una volta entrati all'interno di Galahad, i nostri trovano Egil e il Face d'Argento ad attenderli. Dopo il combattimento, la vera Fiora riesce temporaneamente a prendere il controllo del suo corpo, decidendo quindi di aiutare Shulk. Egil così si rende conto di dover eliminare le memorie dei prossimi Face, dato che li rendono estremamente più deboli. Tuttavia, il potere generato dal Face d'Argento provoca un'enorme esplosione che fa saltare in aria l'intera Fortezza. Fiora cade così dalla Fortezza, con Shulk che prova disperatamente a salvarla gettandosi anch'esso e con il resto del gruppo che precipita nell'oceano sottostante. A questo punto, Dickson suggerisce a Kallian di iniziare l'assalto a Galahad.

### Villaggio Makina
Shulk si risveglia su una spiaggia deserta, dove trova Fiora svenuta all'interno del Face d'Argento, ormai quasi completamente distrutto. Dopo essere riuscito a risvegliarla, Shulk si mette così insieme a lei alla ricerca degli altri. Dopo essersi ritrovati, arrivano in un villaggio nelle vicinanze: il villaggio dei Makina, ovvero i veri abitanti di Mechanis. Qui incontrano la dottoressa Linada, che inizia ad esaminare Fiora per cercare di guarirla (il suo corpo, dopo il suo sventramento alla Colonia 9, è stato completamente meccanizzato), e Miqol, il capovillaggio, che rivela di essere in realtà il padre di Egil.
Qui apprendiamo che Egil ha intenzione di distruggere tutta la vita di Bionis per vendetta, poiché millenni prima, durante la battaglia tra i due Titani, i Makina accusarono numerose vittime. Inoltre, viene anche affermato che Lady Meyneth, in realtà, è la divinità creatrice di Mechanis e dei Makina. A questo punto, Miqol chiede al gruppo di Shulk di recarsi ad Agniratha, la capitale di Mechanis, per fermare definitivamente Egil, e gli consiglia di trovare anche Vanea, sua figlia e sorella di Egil, che potrà essergli d'aiuto.

### Agniratha
Arrivato a Mechanis, il gruppo di Shulk viene attaccato da un Face Verde, che durante il combattimento si scoprirà essere Gadolt, il fidanzato di Sharla creduto morto. Tuttavia, quest'ultimo non ricorda nulla del suo passato (Egil ne ha cancellato qualsiasi traccia), per cui non si trattiene in combattimento. Dopo essere riusciti a mandarlo via, i nostri vengono poi raggiunti da Vanea, che rivela di essere stata colei ad aver inserito lo spirito di Lady Meyneth all'interno di Fiora. Vanea così si offre di aiutarli a raggiungere la capitale. Una volta raggiunta, Lady Meyneth prende improvvisamente il controllo di Fiora, e inizia a raccontare ciò che veramente successe millenni prima: Bionis e Mechanis vivevano in pace l'uno con l'altro, ma fu Bionis (il cui creatore si scoprirà essere nient'altri che Zanza) ad iniziare inspiegabilmente la guerra per primo, causando numerose vittime tra i Makina. 
Il gruppo così si reca al Santuario di Meyneth, dove si trova Egil, ma viene nuovamente attaccato da Gadolt, che però si scoprirà essere ancora in possesso di un briciolo della sua memoria (durante il combattimento evita di proposito di attaccare Sharla). Fiora, controllata da Meyneth, riesce fortunatamente a far ritornare Gadolt in sé, spezzando il controllo che Egil aveva su di lui. Arrivati al Santuario di Meyneth, i nostri sono costretti a combattere contro Egil, non prima di aver provato a dissuaderlo con le parole. A questo punto Egil rivela il suo vero obiettivo: le vite degli abitanti di Bionis servono solamente come "carburante" per far risvegliare Bionis (e quindi Zanza), quindi Egil vuole semplicemente impedire che ciò avvenga.
Egil così decide di rientrare all'interno del suo Face (ribattezzato Yaldabaoth) per unirsi al Cuore di Mechanis, dal quale potrà far risvegliare il Titano e controllarne i movimenti, ma l'energia da lui scaturita distrugge l'intera Agniratha. Il gruppo di Shulk riesce a salvarsi solamente grazie all'improvviso sacrificio di Gadolt, che li protegge e muore al loro posto. Successivamente il gruppo viene soccorso dalla Junks, un velivolo proveniente dal villaggio dei Makina. Una volta tornati al villaggio, i nostri decidono di utilizzare la Junks per arrivare al Cuore di Mechanis e fermare una volta per tutte Egil.

### Cuore di Mechanis
Una volta arrivati, viene deciso di distruggere prima di tutto il generatore Apocrypha, che riduce notevolmente il potere della Monade (difatti, durante il combattimento con Egil, Shulk non era riuscito a combattere al massimo delle sue forze). Vi è tuttavia un notevole imprevisto: Shulk inizia ad accusare gli stessi sintomi che Dunban aveva accusato l'anno prima (inizia a sentire un fortissimo dolore al braccio, e dal dolore stesso si accascia a terra). Guarisce poco dopo, ma qualcosa tuttavia gli dice che non è un evento causato da Apocrypha. 
Quest'ultimo viene distrutto poco dopo, nello stesso istante in cui Egil decide di risvegliare Mechanis per attaccare Bionis. Shulk e gli altri arrivano finalmente al Cuore di Mechanis, dove affrontano Egil un'ultima volta. Riescono a fermarlo in tempo, ma Shulk tuttavia sente una voce dentro di sé che insiste nell'ucciderlo. Il ragazzo tuttavia decide di non darle ascolto, affermando che non ha alcun motivo per uccidere Egil, visto che lui e quest'ultimo hanno vissuto e sperimentato lo stesso dolore.
A questo punto Egil racconta a Shulk della vera natura della Monade: una spada che consuma man mano il proprio utilizzatore per permettere all'anima di Bionis, ovvero Zanza, di poter sopravvivere. Viene anche raccontato ciò che fece scoppiare la guerra tra Bionis e Mechanis: la pace tra i due Titani era disturbata dalla presenza della Monade, che non permetteva l'esistenza di nessuna forma di vita al di fuori di essa. Il Gigante Arglas, amico di Egil, entrò in possesso della Monade, e venne posseduto dallo spirito di Zanza (ed è in questa forma che Zanza appare a Shulk e gli altri durante gli eventi della Torre del Confino). A questo punto Arglas, posseduto da Zanza, attaccò Mechanis, ma successivamente il suo corpo venne sigillato all'interno della Torre del Confino dagli Haientia, mentre la sua vera essenza (la Monade) venne segregata nella Torre di Ose. Egil afferma che Shulk è finora l'unico utilizzatore della Monade ad aver dimostrato una personalità diversa da quella di Zanza, sottintendendo che lui potrebbe essere il primo a poter spezzare definitivamente la sua maledizione.

### Eventi finali
Quando sembrava che Egil e Shulk avessero finalmente messo da parte le loro differenze, quest'ultimo viene improvvisamente ucciso da un colpo di pistola sferrato nientepopodimeno che da Dickson, che nell'incredulità generale, viene chiamato da Egil come "il Discepolo di Zanza". A questo punto il corpo di Shulk inizia a reagire in maniera insolita, e da quest'ultimo fuoriesce proprio Zanza, il dio di Bionis, che nell'aspetto sembra ricordare molto Shulk. La verità viene quindi finalmente svelata: tutto ciò che è accaduto finora a Shulk e ai suoi compagni faceva parte di un cammino predestinato da Zanza.
Anche Dickson non è esente da rivelazioni scioccanti: viene affermato che trovò Shulk anni prima solamente per poterlo crescere come nuovo ospite di Zanza, in attesa di questo fatidico giorno. Difatti, durante la spedizione Monade di 14 anni prima, le persone che trovarono l'arma morirono per mano di Zanza, che risucchiò le loro vite per poter continuare a sopravvivere, mentre Shulk fu scelto casualmente come suo ospite. Inoltre, ogni singolo evento verificatosi nel corso dell'avventura era già destinato ad avverarsi: dall'attacco alla Colonia 9 alla morte dell'imperatore Sorean, ogni singolo passo compiuto dal gruppo di Shulk era già stato tracciato da Zanza, il vero artefice delle visioni della Monade, come parte del suo vero piano. Egli, in quanto è l'essenza stessa del mondo, intende distruggere e ricreare la vita su Bionis, facendo cadere il mondo in un perpetuo ciclo di distruzione e ricreazione per poter continuare a sopravvivere. Per fare ciò, Zanza ha bisogno di eliminare quello che è il suo più grande ostacolo: Meyneth.
Dopo aver risvegliato Bionis ed incapacitato Egil con un solo fendente della propria Monade, Zanza inizia a combattere contro Meyneth (ancora all'interno del corpo di Fiora), ma la differenza di forza tra i due è evidente: Meyneth viene sconfitta quasi subito e Zanza le scaglia un attacco in grado di ammazzarla all'istante, facendo leva sui sentimenti di Fiora per Shulk. Così Meyneth, per evitare che il corpo di Fiora possa danneggiarsi, riesce ad uscirne in tempo e a farsi colpire al suo posto: in un commovente addio, Meyneth prega il gruppo di creare un mondo libero dai vincoli degli dèi. A questo punto, del corpo di Meyneth rimane solamente la sua Monade, di cui Zanza si appropria: ora è diventato letteralmente imbattibile nonché l'unica divinità di questo mondo.
Zanza si teletrasporta immediatamente alla Torre del Confino, che fa sprofondare all'interno del Cuore di Bionis, dal quale inizia a risvegliare completamente il Titano. Il gruppo riesce a scappare utilizzando la Junks: Zanza cerca di distruggerli, ma viene ostacolato da Egil, che è ancora in grado di controllare Mechanis. Inizia così un ferocissimo combattimento tra i due Titani, ma ora che Zanza è in possesso di entrambe le Monade è diventato troppo potente: Mechanis viene completamente distrutto insieme a Egil, che come ultimo desiderio chiede a Shulk di sconfiggere il dio, per il bene di entrambi i loro mondi.
La Junks viene poi attaccata da un gruppo di Telesia (che si scopriranno poi essere le vere forme degli Haientia, di cui Zanza si servirà per annientare la vita su Bionis) comandato da Dickson e da Lorithia (un membro della famiglia reale di Alcamoth), che affermano di far parte della "Triade dei Discepoli di Zanza". A questo punto appare Kallian, che cerca di difendere il gruppo, ma viene trasformato da Lorithia in un Telesia, che però si sacrifica facendosi esplodere sulla Haientia, consentendo alla Junks di atterrare sana e salva fino alla Colonia 6. Qui viene costruita una replica della Monade, dato che Zanza ha recuperato la sua Monade originale durante il suo risveglio, mentre Fiora si rende ormai conto che il tempo rimanente al suo corpo è limitato, visto che prima veniva mantenuto in vita da Meyneth. Shulk, rimasto in uno stato comatoso dal risveglio di Zanza, si ritrova in uno spazio vuoto dove, dopo essersi disperato per essersi reso conto dell'inutilità della sua esistenza, incontra, con sorpresa, Alvis, che riesce a farlo rinvenire.
La Colonia 6 viene attaccata dai Telesia comandati da Dickson. Shulk riesce a tornare sul campo di battaglia appena in tempo; è determinato a difendere i suoi amici ma non essendo più connesso a Zanza, egli non può più avere visioni del futuro. Dopo aver salvato il gruppo, Shulk assiste ad un'importante rivelazione: Alvis è in realtà il terzo discepolo di Zanza. Dopo aver mandato un altro Telesia a combattere Shulk e gli altri, Dickson e Alvis volano via alla volta della Torre del Confino. Prima di raggiungere i due discepoli, il gruppo decide di utilizzare la Junks per raggiungere l'interno di Bionis. Una volta arrivati, sono costretti a combattere Lorithia, che rivela che Kallian in realtà non è morto, ma si è solamente fuso a lei. Dopo aver sconfitto Lorithia, Melia inizia a dialogare con quello che pare essere lo spirito di Kallian. La ragazza si dispera per non essere riuscita a proteggere la sua gente, ma Kallian la consola affermando che la trasformazione in Telesia per un Haientia è inevitabile, e che lei, essendo un ibrido, fortunatamente non dovrà subire questo supplizio. Lorithia così esplode insieme a Kallian, che saluta per l'ultima volta la sorella.
Il gruppo arriva così finalmente sulla cima della Torre del Confino, dove è costretto ad affrontare Dickson, che rivela la sua vera forma: quella di un Gigante. Il combattimento è molto ostico e duro, ma alla fine Dickson viene sconfitto da Shulk e Fiora, che riescono a infliggergli una ferita mortale. Dickson riassume nuovamente la sua forma da Homs per poi morire, non prima di aver dimostrato di essere fiero di quanto Shulk sia arrivato lontano. Col cuore straziato, Shulk decide di proseguire alla volta del vero nemico: Zanza. Quest'ultimo è intento a meditare mentre osserva le visioni del futuro: il processo di distruzione del mondo sta per volgere al termine e Zanza si ritrova ad affrontare Shulk e il suo gruppo come ultimo vero ostacolo al suo piano. Tuttavia, le visioni si interrompono nel momento stesso in cui i due schieramenti si affrontano. Zanza è turbato dal non poter vedere completamente il futuro ma non intende cedere e attende lo scontro che lo porterà a trionfare sui suoi nemici.
Shulk e gli altri si ritrovano così in quella che pare essere una sorta di simulazione del Sistema Solare. Arrivati presso quella che pare essere la Terra, si ritrovano poi finalmente faccia a faccia con Zanza. Quest'ultimo ora appare con un'armatura che ricorda molto la forma di Bionis, poiché poco prima, avendo previsto che Shulk e gli altri sarebbero arrivati, ha deciso di prepararsi a dovere. A questo punto Zanza propone a Shulk di diventare il suo prossimo discepolo: Shulk ovviamente rifiuta, affermando che vuole solamente vivere la sua vita in un mondo in cui Zanza non ci sia. Ha inizio così un'epica battaglia finale, nel bel mezzo della quale Zanza decide di trasformarsi in una mostruosità divina che combina elementi di Bionis, Mechanis e dei Telesia, segno che ha ormai raggiunto il potere assoluto su ogni cosa. Durante la battaglia però succede l'impensabile: Shulk è di nuovo in grado di avere visioni del futuro, e grazie alla sua forte volontà di cambiare il futuro riesce a sbloccare una nuova Monade. A questo punto Shulk e Zanza iniziano a sentire la voce di Alvis, che afferma di essere egli stesso la Monade, e che fa a Shulk una domanda: "Questo mondo appartiene a Zanza? O appartiene a te?". Shulk risponde dicendo che è una cosa a cui ha pensato già parecchio tempo fa e, dopo aver caricato un colpo potentissimo con la nuova Monade, riesce ad annientare Zanza una volta per tutte.
Subito dopo la sconfitta di Zanza, Shulk si ritrova da solo dinanzi alla Terra. Viene subito raggiunto dallo spirito di Alvis, che gli mostra una visione del passato, nella quale Zanza era un semplice scienziato umano chiamato Klaus. Lui e Meyneth decisero di attuare un esperimento per creare un nuovo universo, ma qualcosa andò storto, e finirono per distruggere il loro universo. I due si reincarnarono così nei due Titani Bionis e Mechanis e, sentendosi soli, decisero di creare la vita a loro immagine e somiglianza. Tuttavia, col passare del tempo, il ricordo di Zanza iniziò a sparire tra gli abitanti di Bionis, quindi il dio decise di far cadere Bionis in un ciclo infinito di distruzione e ricreazione per far sì che non potesse mai più avvenire. A questo punto Alvis rivela anche la sua vera identità: è in realtà il computer che fu utilizzato durante l'esperimento di Klaus e Meyneth. Qui Alvis pone Shulk dinanzi a un'altra scelta: avendo sconfitto Zanza è diventato lui il nuovo dio, per cui dovrà scegliere cosa fare per il futuro del mondo. Ripensando alle parole di Meyneth, e dopo aver sentito le opinioni dei suoi compagni, Shulk decide alla fine di creare un mondo senza dèi, nel quale ognuno potrà decidere da sé per il proprio destino.
Passano i mesi. Ormai, alla Colonia 9, Homs, Nopon, Makina e Haientia vivono tutti insieme in armonia. Shulk, insieme a Fiora (che nel frattempo è riuscita anche a riottenere il suo corpo originale), ricorda le ultime parole di Alvis quando lo videro per l'ultima volta: "Questo nuovo mondo non ha confini. E non è solo la vostra casa, ma anche quella di molte altre forme di vita. Posso vederlo. In questo mondo ogni forma di vita va incontro al futuro in armonia." Shulk e Fiora si promettono a vicenda di incontrare un giorno tutte quelle forme di vita, e di affrontare il proprio futuro insieme. Sullo sfondo sono visibili anche i resti di Bionis, che nel frattempo è crollato definitivamente, segno che il mondo ormai è finalmente libero dai vincoli divini.

## Sviluppo
Il concept di Xenoblade Chronicles è di Tetsuya Takahashi, che aveva già precedentemente lavorato negli anni 90 a Xenogears e successivamente alla trilogia di Xenosaga. L'idea di popoli che vivono sui corpi di due giganteschi titani venne a Takahashi nel giugno del 2006. Stupito dalla sua stessa idea, la gettò immediatamente su carta e successivamente mostrò la bozza ai suoi superiori, che rimasero sbalorditi. Uno di loro, Yasuyuki Honne, pensò che ne sarebbe venuto fuori un buon modello 3D e comprò immediatamente i materiali per costruirlo. La costruzione iniziò nel mese di luglio: in questo periodo i membri più giovani dello staff lavorarono come modelli, in modo tale che Takahashi potesse stabilire quali parti dei corpi dei due Titani potessero essere effettivamente abitabili.
Dopo la creazione dei due modelli, Takahashi decise di costruirvi attorno una storia che successivamente divenne la base per un videogioco completamente nuovo. Takahashi successivamente affermò che uno dei motivi principali per cui aveva voluto iniziare a sviluppare questo nuovo gioco è stato il voler alzare il morale dello staff dopo il flop commerciale di Xenosaga. Lo sviluppo vero e proprio iniziò circa quattro anni prima dell'uscita effettiva del titolo, con il primo prototipo già pronto intorno al mese di aprile 2007. Takahashi fu coinvolto in praticamente qualsiasi aspetto dello sviluppo del gioco, dal suo concept iniziale fino alle fasi di debugging. 
Uno degli elementi chiave del titolo fu creare un perfetto equilibrio tra gameplay e narrazione; le precedenti esperienze di Takahashi con Xenosaga e Baten Kaitos lo influenzarono molto, da questo punto di vista. La meccanica delle previsioni del futuro di Shulk divenne la base dell'intero sistema di combattimento; Takahashi sperimentò brevemente un combat system a turni nel quale implementare questa meccanica, ma fu costretto a scartare questa idea in quanto poco funzionale. Takahashi decise inoltre di non implementare alcuna transizione di battaglia, in quanto secondo lui avrebbe solamente interrotto il flusso del gameplay. Il gioco così divenne un vero e proprio open world, che fu descritto da Takahashi come "travolgente, quasi come un MMORPG". 
La sceneggiatura fu scritta da Takahashi, Yuichiro Takeda e Yurie Hattori. Essendo anche impegnato come game director Takahashi non fu in grado di dedicarsi completamente alla sceneggiatura, così decise di chiedere aiuto a Takeda, uno sceneggiatore di anime che aveva già precedentemente collaborato insieme a Takahashi. Takeda trovò il lavoro molto più difficile del previsto: se prima era abituato a scrivere episodi da 20-25 minuti, ora si ritrovò a dover lavorare ad una storia caratterizzata da un respiro molto più ampio. Il finale della storia, inoltre, andò incontro ad alcune revisioni: difatti, se Takahashi e Takeda credevano di aver creato un finale degno, Hattori continuava ad essere insoddisfatta. Ad una seconda occhiata, Takahashi e Takeda si resero conto che il finale da loro ideato poteva essere di difficile comprensione per il pubblico, così decisero di riscriverlo per renderlo più "player-friendly". Nonostante Takahashi e Takeda siano stati costretti ad eliminare parecchie parti, il copione definitivo era comunque ricco di dialoghi.
Uno degli obiettivi principali di Takahashi fu inoltre quello di rendere Shulk il più appetibile possibile al pubblico. A Takahashi fu suggerito di rendere Shulk un protagonista muto, ma l'opzione venne successivamente scartata, visto che alla maggior parte dello staff non convinceva appieno. Difatti, Takahashi decise di remare nella direzione opposta: pose le parole di incoraggiamento di Shulk al centro del gameplay, e cercò di far reagire Shulk agli eventi di gioco in maniera simile a come, secondo lui, avrebbe reagito il giocatore.

## Modalità di gioco
Prima della sua uscita è stato affermato che una delle caratteristiche che il titolo avrebbe avuto sarebbe stata quella di trasmettere un grande senso di libertà al giocatore. Difatti, a differenza di molti JRPG, spesso caratterizzati da eccessiva linearità nell'avanzamento della trama, la componente esplorativa del gameplay è molto accentuata, con la possibilità di vagare indisturbati nelle vastissime aree di gioco per completare le innumerevoli missioni secondarie proposte dagli NPC o per visitare le diverse aree nascoste presenti. Ad incentivare il giocatore a perdersi in questo vasto mondo, v'è la presenza di oggetti collezionabili visualizzati come piccole sfere luminose sul terreno e di "dialoghi empatici" vale a dire luoghi della mappa contrassegnati da un determinato simbolo che se visitati una volta raggiunte determinate condizioni nel gioco, consentono di visualizzare cutscenes nascoste.
Un ruolo importante è rivestito dalla possibilità di creare e rafforzare, attraverso le azioni di gioco, una rete di rapporti interpersonali tra i personaggi giocabili e non. Il grado di sviluppo di questa rete è visualizzabile attraverso un "diagramma intesa" che lega i diversi personaggi; il suo progredire, sebbene non essenziale al completamento della storia principale, può far accedere a numerosi contenuti nascosti nel gioco.
Xenoblade presenta inoltre forti innovazioni, volte a rendere le meccaniche di gioco più snelle e svecchiandole rispetto ai tipici stilemi dei JRPG. Ad esempio, vi sono "punti di riferimento" sparsi per la mappa ai quali è possibile trasportarsi, evitando lunghe traversate per raggiungere luoghi lontani già visitati. Vi è poi la possibilità di far scorrere velocemente il tempo, per verificare il diverso comportamento dei NPC a diversi orari. Inoltre in alto sullo schermo viene sempre indicata la direzione da seguire per raggiungere il luogo ove la storia proseguirà e la distanza da coprire per giungervi. Non ultima va citata l'inusuale, per quanto riguarda i canoni del genere, possibilità di salvare il gioco in qualsiasi momento conservando la medesima posizione del proprio avatar sulla mappa o nei dungeon.
Il gioco offre numerose possibilità di personalizzazione del personaggio, tra cui quella di decidere quali delle tecniche apprese utilizzare, di scegliere quali lati del carattere del personaggi sviluppare apprendendo le relative Abilità, e di modificarne l'aspetto equipaggiandolo con armi ed armature che risultano ben visibili durante l'esplorazione della mappa e persino nei filmati.

## Battaglie
Il sistema di combattimento di Xenoblade abbandona i classici scontri casuali caratteristici di molti J-RPG delle scorse generazioni, in favore di nemici che risultano visibili sulla mappa. Questi potrebbero attaccare a vista il gruppo mentre transita loro vicino oppure possono essere pacifici, ma comunque attaccabili da parte del party. Il sistema, complesso e articolato, risulta in qualche modo simile a quello visto in Final Fantasy XII, con gli attacchi di base effettuati in maniera automatica e nessuno stacco visivo tra la fase esplorativa e quella di battaglia. I semplici attacchi fisici sono effettuati automaticamente, mentre il giocatore può controllare liberamente la posizione del personaggio principale rispetto al nemico e l'esecuzione di tecniche speciali (mentre gli altri sono controllati dalla CPU). Uno dei poteri della Monado, vale a dire quello di poter prevedere gli avvenimenti futuri, rende possibile evitare i colpi più dolorosi dei nemici.
Altre singolari caratteristiche delle battaglie sono costituite dal fatto che i punti vitali dei personaggi si rigenerano velocemente alla fine di ogni scontro, e la presenza di una "barra di gruppo" in alto a sinistra sullo schermo, il cui riempimento servirà ad effettuare varie azioni, quali aiutare un compagno svenuto o in difficoltà oppure scatenare potenti attacchi a catena. Da segnalare anche il fatto che gli scontri risultano alquanto "coloriti" per via del fatto che i personaggi parlano in continuazione mentre combattono, incitandosi tra loro e contribuendo così a massimizzare il coinvolgimento del giocatore nell'azione.

## Personaggi

### Principali
- Shulk: è il protagonista del gioco. I primi dati mostrano che egli è in grado di brandire una spada, la "Monade". È deciso a dare la caccia ai Mechan (in particolare al cosiddetto "Face Nero") che distrussero il suo villaggio, conosciuto come "Colonia 9".
- Fiora: è un'amica d'infanzia di Shulk e la sorella più giovane di Dunban. Combatte con due daghe gemelle.
- Dunban: combatte utilizzando la Monade in una battaglia contro i Mechan. Non è chiaro se Dunban vinse o perse questo incontro. In seguito egli non fu più in grado di usare il suo braccio destro. Tuttavia, è ancora capace di brandire una katana con il suo braccio sinistro per combattere i nemici.
- Reyn: è un altro degli amici d'infanzia di Shulk e membro dell'esercito di Colonia 9. Combatte utilizzando un particolare scudo-lancia, regalatogli da Shulk stesso.
- Sharla: è un medico dell'esercito di Colonia 6. La sua specialità sono i fucili ad etere, che usa per guarire i suoi alleati.
- Melia Antiqua,: principessa degli Haientia che, nonostante il suo giovane aspetto, ha 88 anni. Combatte utilizzando un bastone che, ampliando i suoi poteri, le permette di manipolare l’etere.
- Riki: è un nopon e, nonostante sembri un bambino, ha 40 anni, ed ha 11 figli. È l'attuale "Prodepon". Utilizza un metodo di combattimento particolare, che punta maggiormente ad infliggere vari problemi di stato ai nemici.

### Secondari
- Dickson: è un vecchio compagno di Dunban, grazie alle sue esperienze si è conquistato il rispetto di chi lo circonda. Si comporta come se fosse il tutore dell'orfano Shulk.
- Mumkhar:è un soldato astuto e abile. In passato è stato in competizione con Dunban per essere colui che avrebbe adoperato la Monade.
- Juju: è il fratello di Sharla, con la quale è scappato quando Colonia 6 venne distrutta dai Mechan.
- Otharon: è il colonnello della Forza di Difesa nella Colonia 6. Ha aiutato Gadolt a difendere la città durante l'attacco dei Mechan a Colonia 6.
- Gadolt: è il promesso sposo di Sharla e soldato della Forza di Difesa di Colonia 6.
- Alvis: è un misterioso ragazzo che sembra sapere qualcosa sul potere della Monade.
- Sorean: è l'imperatore degli Haientia.
- Kallian: è il principe degli Haientia e fratello di Melia. Aiuta il padre a gestire l'impero.
- Lorithia: è una servitrice della famiglia imperiale Haientia.
- Egil: è il capo dei Mechan e accecato dall'ira vuole distruggere Bionis per ciò che ha fatto alla sua gente, i Makina.
- Miqol: è il re dei Makina e vuole che suo figlio Egil venga ucciso.

### Face
I Face sono particolari tipi di Mechan che, a differenza dei "comuni", sono più forti, possiedono una faccia, possono parlare, e resistono ai colpi di qualsiasi arma, compresa la Monade.
- Face Nero: è uno dei Mechan responsabili dell'attacco alla colonia 9. Utilizza due grandi artigli come arma principale e ha un cannone ad etere montato sulla schiena. La sua armatura è di colore nero.
- Xord: è uno dei Mechan responsabili dell'attacco alla colonia 6. Utilizza un gigantesco martello come arma principale. La sua armatura è di colore bronzo.
- Face Nemesis: è uno dei Mechan responsabili dell'attacco alla capitale degli Haientia, Alcamoth. Come arma principale utilizza due lame gemelle. La sua armatura è di colore argento ed è l'unico Face "femmina" del gioco.
- Face Verde: è uno dei Mechan incontrati da Shulk e compagni su Mechanis. Come arma principale utilizza due enormi cannoni ad etere montati sulla schiena. La sua armatura è di colore verde.
- Yaldabaoth: è il Mechan più grande di tutti, nonché il capo di quest'ultimi. La sua armatura è di colore oro. Come armi principali utilizza l'etere e una spada.

## Colonna sonora

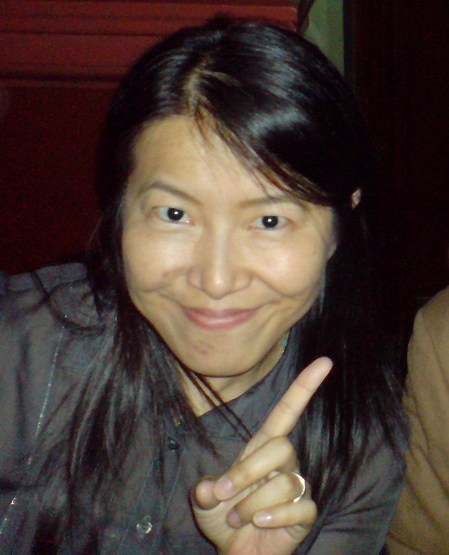
Yōko Shimomura, una delle compositrici della colonna sonora

La colonna sonora è costituita da ben 91 brani suddivisi in 4 CD. Pubblicata in Giappone il 23 giugno 2010, consta sia di pezzi d'ispirazione classica ed orchestrati, sia di brani più vicini ai generi rock/metal.
È stata creata dalla compositrice giapponese Yōko Shimomura, in collaborazione con Manami Kiyota ed il gruppo ACE+. La compositrice, nota per i successi legati alla serie di Kingdom Hearts e per le musiche di Legend of Mana, si è qui occupata dei brani principali quali il main theme, il prologo e l'epilogo del gioco, due battle theme ed i sottofondi musicali legati alla prima città ed alla prima area esterna, per un totale di 11 tracce. Il brano finale del gioco, Beyond the Sky, è stato composto da Yasunori Mitsuda, che si era già occupato della colonna sonora di due capitoli della serie Xeno, Xenogears e Xenosaga Episode I: Der Wille zur Macht. Il brano è cantato da Sarah Lim, con liriche scritte dallo stesso Tetsuya Takahashi.
Disco Uno
1. Main Theme
2. Prologue A
3. Prologue B
4. Everyday Life
5. Memories
6. A Friend on My Mind
7. The Monado Awakens
8. Crisis
9. Engage the Enemy
10. Sorrow
11. Ancient Mysteries
12. Reminiscence
13. Urgency
14. Intrigue
15. Regret
16. Face
17. Disquiet
18. Unfinished Business
19. Apprehension
20. Reminiscence (Music Box)
21. Riki the Legendary Heropon

Disco Due
1. Egil's Theme
2. Towering Shadow
3. A Tragic Decision
4. Shulk and Fiora
5. Riki's Kindness
6. Hope
7. Shadows Creeping
8. Tension
9. The Battle is Upon Us
10. Thoughts Enshrined
11. Rage, Darkness of the Heart
12. Bionis' Awakening
13. A Spiritual Place
14. Zanza the Divine
15. The God-Slaying Sword
16. Majesty
17. Once We Part Ways
18. Futures That Lie Ahead
19. Ending Theme - Beyond the Sky
20. Epilogue

Disco Tre
1. Hometown
2. Hometown/Night
3. Colony 9
4. Colony 9/Night
5. Time to Fight!
6. Tephra Cave
7. Gaur Plain
8. Gaur Plain/Night
9. In the Refugee Camp
10. Colony 6 - Ether Mine
11. An Obstacle in Our Path
12. Satorl Marsh
13. Satorl Marsh/Night
14. Hostile Gazes
15. Colony 6 - Silence
16. Forest of the Nopon
17. Forest of the Nopon/Night
18. Frontier Village
19. Frontier Village/Night
20. Eryth Sea
21. Eryth Sea/Night
22. Alcamoth, Imperial Capital
23. Alcamoth, Imperial Capital/Night
24. Where the Ancestors Sleep
25. Colony 6 - Rebuilding

Disco Quattro
1. Prison Island
2. Enemies Closing In
3. Visions of the Future
4. Valak Mountain
5. Valak Mountain/Night
6. Sword Valley
7. Sword Valley/Night
8. Galahad Fortress
9. You Will Know Our Names
10. The Fallen Land
11. The Fallen Land/Night
12. Colony 6 - Hope
13. Hidden Machina Village
14. Mechonis Field
15. Mechanical Rhytm
16. Agniratha, Mechonis Capital
17. Agniratha, Mechonis Capital/Night
18. Central Factory
19. Irregular Bound
20. Bionis' Interior (Carcass)
21. Bionis' Interior (Pulse)
22. The End Lies Ahead
23. Memory's End
24. Zanza's World
25. Colony 6 - Future

## Accoglienza
Xenoblade Chronicles è stato accolto più che favorevolmente dalla critica: la rivista giapponese Famitsū l'ha premiato con un voto di 36/40 (9/9/9/9) mentre il sito IGN lo ha valutato 9.0/10, definendolo addirittura "il miglior GDR di questa generazione". Anche la testata italiana Multiplayer.it lo ha recensito favorevolmente, assegnandogli un 9.6, mentre la valutazione complessiva su Metacritic risulta essere di 92/100.

### Vendite
Durante la prima settimana il gioco vendette circa 80.000 unità, diventando uno dei giochi più venduti in Giappone. Alla fine del 2010 il gioco aveva già venduto 161.000 copie, diventando di fatto l'ottavo gioco per Wii più venduto dell'anno, mentre verso la fine del 2013 le copie vendute aumentarono a 200.000. Tuttavia, in un'intervista successiva, venne affermato che il gioco aveva venduto molto più in Occidente che in Giappone.
Le vendite di Xenoblade Chronicles 3D furono inferiori: durante la prima settimana furono vendute 56.932 copie, mentre verso la fine di giugno 2015 ne furono vendute circa 78.000. Tuttavia, il gioco riuscì comunque a guadagnarsi il quinto posto nella classifica delle esclusive Nintendo più vendute del periodo. A dicembre 2020 fu comunicato che Xenoblade Chronicles: Definitive Edition aveva venduto circa 1.52 milioni di copie, superando di molto le vendite dell'originale.

## Seguito, distribuzione su Virtual Console e remake
Nel 2013 fu annunciato durante il corso di un Nintendo Direct il successore spirituale del titolo e secondo capitolo della serie, denominato X, uscito poi come Xenoblade Chronicles X per Wii U nel 2015; nel 2017, invece, fu annunciato un sequel per Nintendo Switch, nonché terzo capitolo della saga, Xenoblade Chronicles 2, uscito il 1º dicembre dello stesso anno in tutto il mondo.
Nel 2014 è stata confermata il 29 agosto la pubblicazione del gioco anche sul New Nintendo 3DS col nome di Xenoblade Chronicles 3D, distribuito poi l'8 aprile 2015, e la presenza di Shulk, protagonista dell'avventura, tra i personaggi giocabili di Super Smash Bros. per Nintendo 3DS e Wii U. Inoltre, sul Nintendo eShop di Wii U, Xenoblade Chronicles fu distribuito tramite Virtual Console, per festeggiare l'uscita del seguito Xenoblade Chronicles X.
La notte tra il 4 e il 5 settembre 2019, durante un Nintendo Direct, fu annunciato il remake Xenoblade Chronicles: Definitive Edition per Nintendo Switch, uscito il 29 maggio 2020.